# كلينتون أنتوي
كلينتون أنتوي (بالإنجليزية: Clinton Antwi)‏ هو لاعب كرة قدم غاني في مركز الدفاع، ولد في 6 نوفمبر 1999 في غانا. لعب مع نادي نوردشيلاند.